# Terry Carter
Terry Carter, född 16 december 1928 i Brooklyn i New York, död 23 april 2024 i New York,  var en amerikansk skådespelare.
Carters karriär tog fart i mitten av 1950-talet i TV-serien The Phil Silvers Show där han fick spela "Sugie" Sugarman. En av hans främsta filmroller var i blaxploitationfilmen Foxy Brown där hans kvinnliga motspelare var Pam Grier. Globalt känd blev han på 1970-talet genom sin medverkan i TV-serierna McCloud och Stridsplanet Galactica.
En man blev överkörd av Suge Knight den 29 januari 2015 i Compton i Los Angeles-området. Dödsrunor över skådespelaren Carter skrevs då efter att offrets namn rapporterades vara Terry Carter. Senare blev det känt att offret var en 55-årig man med samma namn.

## Filmografi (urval)

### TV-serier
- 1970-1977 – McCloud
- 1978-1979 – Stridsplanet Galactica

### TV-filmer
- 1971 – Company of Killers
- 1973 – The Six Million Dollar Man: Solid Gold Kidnapping
- 1989 – The Return of Sam McCloud

### Biograffilmer
- 1974 – Foxy Brown
- 1974 – Benji
- 1998 – Hamilton
- 2012 – Hamilton – I nationens intresse